# Kovatsjevtsi
Kovatsjevtsi (Bulgaars: Ковачевци) is een dorp in het westen van Bulgarije in de oblast Pernik. Op 31 december 2018 telde het dorp Kovatsjevtsi 288 inwoners, terwijl de gemeente Kovatsjevtsi, waarbij ook de omliggende 9 dorpen bij worden opgeteld, 1.576 inwoners had. De bevolking bestaat uitsluitend uit etnische Bulgaren. 